# Maria Pau Ballesteros i Gilabert
Maria Pau Ballesteros i Gilabert   (la Ràpita, 1937) és una actriu i directora teatral catalana. Va estudiar a l'Institut del Teatre però aviat es traslladà a Madrid, on es vinculà a l'associació Dido Pequeño Teatro, un dels grups més importants del teatre d'avantguarda de l'època.
Va treballar amb directors com Alberto González Vergel, Josep Maria Loperena, Adolf Marsillach o Pilar Miró en teatre i televisió.
El 1965 va fundar la seva pròpia companyia, amb la qual interpretà obres de Strindberg, Beckett o Eurípides. Entre el 1979 i el 1996 va dirigir la Secretaria General de l'Institut Internacional del Teatre de la UNESCO.